# Jean-Baptiste Legeay
Pour les articles homonymes, voir Legeay.
Jean-Baptiste Legeay (1897-1943), en religion frère Clair-Marie, est un religieux et résistant français. Membre des frères de l'instruction chrétienne de Ploërmel, il est pendant la Seconde Guerre mondiale l'organisateur d'un réseau de renseignement en Bretagne et d'exfiltration des aviateurs alliés. Déporté, il est décapité à Cologne.

## Biographie
Originaire de Geneston (Loire-Atlantique), il est mobilisé et blessé au cours de la Première Guerre mondiale.
Après la guerre, il retourne à l’enseignement et devient directeur d’école à Nantes.
En juillet 1940, il organise un réseau de renseignements en Loire-Atlantique. Repéré par la police allemande, il est affecté à la direction de l’école du Roscoat à Pléhédel, d’où il reprend ses activités de résistance. Il reçoit de Londres la mission de surveiller les mouvements de troupes et les points stratégiques de l’armée allemande sur les côtes bretonnes. Son réseau s’occupe de rapatrier les aviateurs alliés tombés dans la région. À la mi-novembre 1941, à la suite d’une dénonciation l’accusant d’espionnage, il est déporté. Le 10 février 1943, le jour de ses 46 ans, il est décapité à Cologne.

## Hommages
- Un monument situé à quelques centaines de mètres de l'endroit où il a été arrêté, le 13 novembre 1941, au Roscoat, en Pléhédel, perpétue son souvenir.
- Une plaque commémorative est apposée dans l'église Saint-Similien de Nantes, frère Clair-Marie ayant été directeur de l'école Saint-Similien.